# Géza Dell'Adami von Tarczal
Géza Dell'Adami von Tarczal (13. února 1847 Budapešť – 19. června 1917 Terst) byl rakousko-uherský admirál. U c. k. námořnictva sloužil od roku 1864, vystřídal službu na různých lodích, absolvoval plavby do zámoří a byl účastníkem několika válek. Uplatnil se také jako pedagog a spisovatel, závěr kariéry strávil v námořní administraci. V roce 1902 byl penzionován v hodnosti kontradmirála a v roce 1909 byl povýšen do šlechtického stavu.

## Životopis

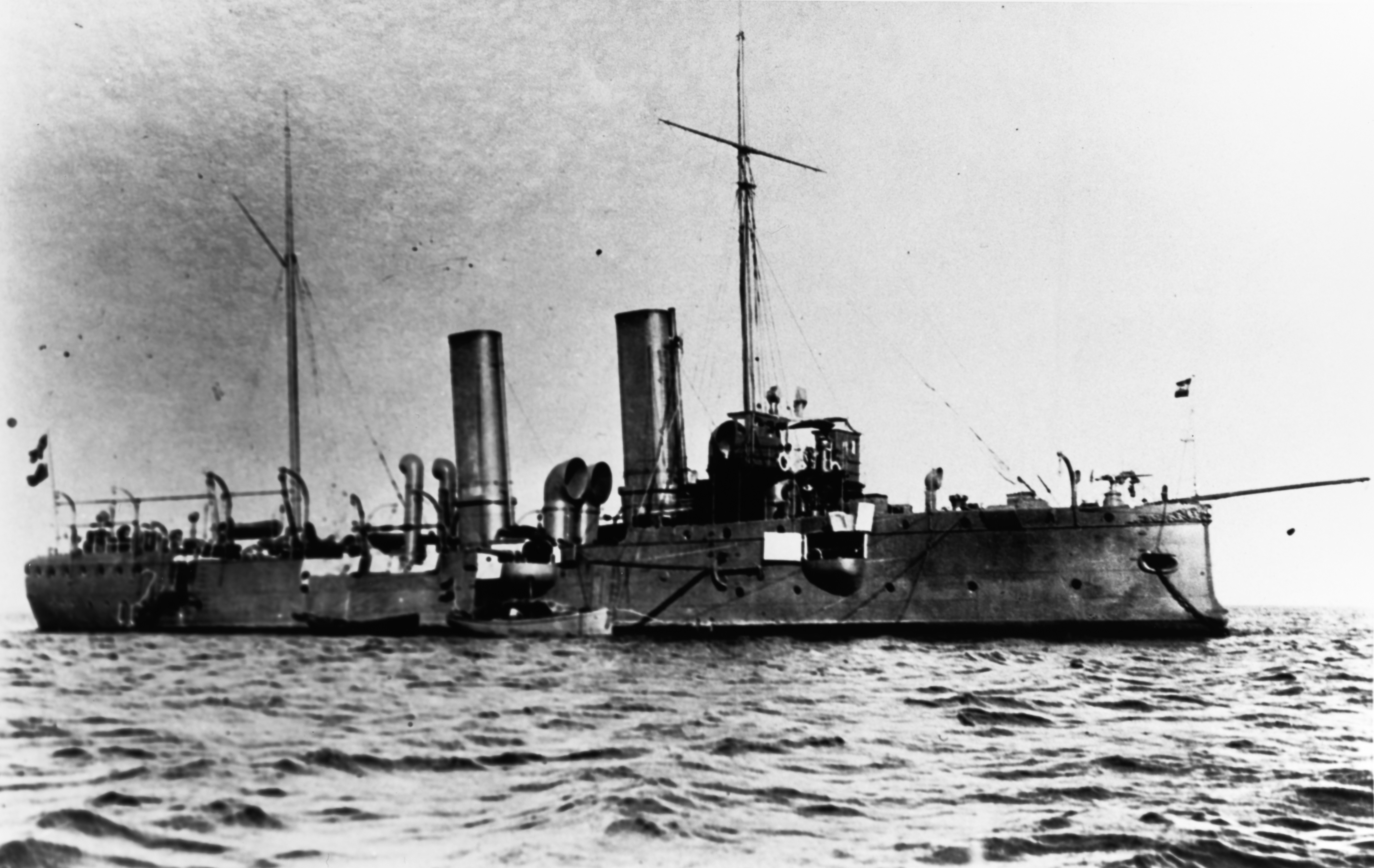
Křižník SMS Leopard, vlajková loď kapitána Dell'Adamiho během blokády Kréty (1897)

Pocházel z rodiny státního úředníka a po gymnáziu získal první zkušenosti u námořnictva na palubě výcvikové lodi SMS Venus, později si doplnil vzdělání na C. k. námořní akademii v Rijece. Jako kadet se na fregatě SMS Bellona zúčastnil dánsko-německé války v Severním moři (1864) a v letech 1866–1868 pobýval s parníkem SMS Kaiserin Elisabeth v Mexiku jako doprovod císaře Maxmiliána I. V roce 1870 získal hodnost praporčíka a kromě služby na dalších lodích působil u arzenálu v Pule.
V letech 1873–1876 byl pobočníkem admirála Sternecka, tuto funkci vykonával na fregatě SMS Radetzky a obrněné lodi SMS Kaiser. Další dva roky strávil na cvičné lodi SMS Adria (1877–1879) a v roce 1879 byl povýšen na poručíka II. třídy. V letech 1880–1883 působil u Geografického úřadu v Terstu, kde byl následně přidělen k velení námořní základny (1884) a mezitím obdržel hodnost poručíka I. třídy (1883). V letech 1884–1889 byl důstojníkem v prezidiální kanceláři námořní sekce na ministerstvu války.
Jako velitel parníku SMS Andreas Hofer byl v letech 1890–1891 přidělen k vojenskému velitelství v Zadaru a poté byl prvním důstojníkem na obrněné lodi SMS Kaiser Max (1891–1892). Mezitím byl povýšen na korvetního kapitána (1. května 1891). Poté byl velitelem cvičné lodi SMS Novara (1892–1894) a k datu 1. listopadu 1894 získal hodnost fregatního kapitána. Jako velitel fregaty SMS Laudon byl šéfem štábu námořní divize (1894–1895) a následně byl přeložen k dělostřelecké komisi Námořního technického výboru (1895–1898). Mezitím se jako velitel křižníku SMS Leopard zúčastnil mezinárodních operací během řecko-turecké války (blokáda Kréty (1897). V hodnosti kapitána řadové lodi (1. května 1898) byl nakonec ředitelem Geografického úřadu v Terstu (Küstenbeschreibungsbüro, 1898–1902). V říjnu 1901 byl odeslán na dlouhodobou dovolenou a nakokonec byl k datu 1. prosince 1902 penzionován, při té příležitosti obdržel hodnost kontradmirála.
Po odchodu do výslužby se usadil v Terstu, kde zůstal aktivní ve veřejném životě jako člen a později předseda (1911) pobočky Rakouské společnosti pro podporu lodní dopravy (Österreichischer Flottenverein). Později pobýval také ve Vídni. Uplatnil se také jako spisovatel a již v mládí se podílel na vzniku učebnic námořní taktiky. Později publikoval řadu článků k tématu historie rakouského námořnictva nebo geografických studií. V roce 1909 vydal knihu Zur Seepolitik Oesterreichs im Interesse seiner Volkswirtschaft (Vídeň, 1909). Zemřel v Terstu 19. června 1917 ve věku sedmdesáti let.
V roce 1884 se oženil s hraběnkou Klementinou Alberti von Poja (1863–1927) ze staré šlechtické rodiny. Z manželství se narodily dvě děti. Dcera Renée byla manželkou c. k. okresního hejtmana barona Wilhelma von Rechbach, syn Géza (1888–1967) byl za první světové války c. k. kapitánem u generálního štábu a později plukovníkem maďarské armády.

## Tituly a ocenění
Císařským majestátem byl 27. ledna 1909 povýšen do šlechtického stavu platného pro Uherské království, k tomu navíc v listopadu téhož roku získal predikát von Tarczal. Během služby u námořnictva obdržel několik ocenění v Rakousku-Uhersku i v zahraničí.

### Rakousko-Uhersko
- Válečná medaile (1873)
- Řád železné koruny III. třídy (1889)
- Služební odznak pro důstojníky III. třídy (1889)
- Jubilejní pamětní medaile (1898)
- Vojenská záslužná medaile (1901)
- Vojenský jubilejní kříž (1908)

### Zahraničí
- Řád vycházejícího slunce IV. třídy (1888, Japonsko)
- Řád knížete Danila I. III. třídy (1890, Černá Hora)
- Řád pruské koruny II. třídy (1896, Německo)
- Řád Osmanie III. třídy (1898, Osmanská říše)